# Krzysztof Zabłocki (żeglarz)
Krzysztof Jan Zabłocki (ur. 30.07.1949 w Krakowie, zamordowany prawdopodobnie w dniu 20 lub 21 września 1999 r.) – polski żeglarz morski i oceaniczny, zamordowany u wybrzeży Somali przez somalijskich piratów w ostatniej fazie samotnego rejsu dookoła świata.

## Życie prywatne
Był synem Janusza Zabłockiego, znanego publicysty, polityka, działacza katolickiego i prawnika, oraz Krystyny Agnieszki Skarżyńskiej. Ze związku z żoną Barbarą urodził się ich syn Tomasz.

## Rejs dookoła świata
Krzysztof uprawiał żeglarstwo od 12. roku życia, w następnych latach zdobywając kolejne stopnie żeglarskie, aż do stopnia jachtowego sternika morskiego w 1972 r..
W rejs dookoła świata wyruszył z Polski 28 sierpnia 1998 roku na pokładzie swojego jachtu "Sadyba". Na pierwszym etapie do Lizbony Zabłocki płynął jeszcze z załogą, ale dalej udał się już w pojedynkę. 
Po odwiedzeniu Wysp Kanaryjskich i przepłynięciu Atlantyku, w marcu 1999 roku jacht przez Kanał Panamski wypłynął na Ocean Spokojny, a 23 marca 1999 roku "Sadyba" przekroczyła równik. Kolejnymi etapami żeglugi były: Markizy, Bora Bora i Cieśnina Torresa, po pokonaniu której planował popłynąć w kierunku Przylądka Dobrej Nadziei by opłynąć dookoła Afrykę. Jednakże pod wpływem spotkanych podczas rejsu europejskich żeglarzy, Zabłocki zmienił plany i zdecydował się skrócić trasę i w towarzystwie innych europejskich jachtów popłynąć przez Kanał Sueski na Morze Śródziemne. 
Ostatni kontakt z Zabłockim miał miejsce w dniu 19 września 1999 r. gdy zadzwonił on do żony korzystając z pośrednictwa spotkanego polskiego statku "Pokój". "Sadyba" znajdowała się wówczas u wejścia do Zatoki Adeńskiej, blisko somalijskiego przylądka Raas Cassyr. Podczas rozmowy telefonicznej Zabłocki obiecał żonie następny telefon za kilka dni, po zawinięciu do Dżibuti. Po 10 dniach zaniepokojona żona rozpoczęła intensywne starania o odnalezienie męża, ale wszystkie one okazały się bezskuteczne.
W maju 2000 r. na somalijskim wybrzeżu, kilkadziesiąt kilometrów od portu Bosaso został odnaleziony okradziony i niszczejący wrak "Sadyby". Na pokładzie pozostały tylko dwa albumy z rodzinnymi fotografiami, kilka kartek wyrwanych z dziennika jachtowego oraz „Atlas oceanów”, pełen niezrozumiałych wpisów, dat, liczb, nazwisk, w większości wykonanych charakterem pisma niepasującym do Zabłockiego.
5 grudnia 2000 r. angielska firma Hart zajmująca się ochroną wybrzeży przed piratami oficjalnie poinformowała polską ambasadę w Sanie, iż Krzysztof Zabłocki zginął, zastrzelony 20 lub 21 września 1999 r. przez piratów w okolicach Durdureh, 60 km od Bossaso, a jego ciało wrzucono do morza. Wersję tę oparto na opowieściach starszyzny plemiennej z tego rejonu, należącego do samozwańczej Republiki Puntlandu. 
Ciała Krzysztofa Zabłockiego nigdy nie odnaleziono, ani żadnych dowodów potwierdzających oficjalną wersję jego śmierci.
O tragicznie zakończonym rejsie Krzysztofa Zabłockiego opowiada książka "Nie-zamknięta duża pętla" autorstwa Rudolfa Krautschneidera
Fragment książki dostępny jest w WebArchive

## Jacht
"Sadyba" zbudowana została systemem gospodarczym przez jej właściciela i ukończona została w 1984 r. Miała 11,1 m długości, 3,26 m szerokości, 1,9 m zanurzenia. Ożaglowanie typu jol o powierzchni 52 m², silnik stacjonarny o mocy 18,4 kW. Cechą charakterystyczną jachtu odróżniająca go od wszystkich innych, była nieproporcjonalnie duża sterówka, zapewniająca komfort sterowania w ciężkich warunkach pogodowych